# ピーター・ゴダード
ピーター・ゴダード（Peter Goddard、1964年6月28日 - ）は、オーストラリア出身の元オートバイレーサー。ニューサウスウェールズ州ウロンゴン出身。1991年の全日本ロードレース選手権GP500チャンピオン。

## 経歴
5歳の頃からオートバイに乗り始めたゴダードは、ダートトラックレースでレースキャリアをスタートし、1984年にはオランパーク・レースウェイでロードレースにデビューした。
オーストラリアのレースを視察していたモリワキ代表者の森脇護がゴダードのダートトラック歴を生かしたスライドコントロールを高く評価し、1988年より全日本ロードレース選手権にモリワキレーシングから参戦。TT-F1クラスをメインに250ccクラスへもスポット参戦した。1991年に伊太利屋ヤマハ・チーム・ハヤシへ移籍し、全日本GP500クラスへヤマハ・YZR500でフル参戦。最終戦でランキング4位からの大逆転で伊藤真一、藤原儀彦を破りシリーズチャンピオンを獲得する。
日本でレース活動をするかたわら日本や母国オーストラリアで開催されたロードレース世界選手権やスーパーバイク世界選手権にスポット参戦し、1989年と1990年のスーパーバイク・オーストラリアラウンド（フィリップ・アイランド・サーキット）でそれぞれ1勝（スーパーバイクは1ラウンド2レース制）を挙げる。
1992年はロードレース世界選手権500ccクラスにROCヤマハのマシンでプライベーターとして参戦し、ランキング15位を得る。最高位はイギリスGPの5位で、これがロードレース世界選手権における通算戦績でも最高位となった。
1993年には再び全日本GP500にスズキのワークス・チームであるラッキーストライク・スズキから参戦してランキング6位。故郷のオーストラリアGPにも同チームからスポット参戦した。
1994年から1996年までは母国に戻ってオーストラリア選手権スーパーバイククラスに参戦し、1994年と1995年にはタイトルを獲得した。
1997年はスズキのワークス・チームから世界耐久選手権に参戦し、ペアライダーのダグ・ポーレンとともにチャンピオンに輝いた。
1998年からはスーパーバイク世界選手権を主な活躍の場とし、スズキ、アプリリア、カワサキとチームを渡り歩いた後、2001年から2002年までは復活したベネリのマシンで戦った。スーパーバイクでは1998年のランキング9位が最高位だった。
鈴鹿8時間耐久レースにも初来日した1988年以来何度も出場しており、表彰台に2度立っている。
現役引退後はエンジニアとしてレースにかかわっており、2010年はBMWのサテライト・チームとしてスーパーバイク世界選手権に参戦するレイトワーゲンBMWチームに、シャーシ担当エンジニアとして参加する。
2023年現在はモーターサイクルオーストラリアの会長と、ロードレース世界選手権のアシスタントスチュワードを務めている。

## 主な戦績

### ロードレース世界選手権
- 凡例

| 年   | クラス | チーム                         | マシン    | 1      | 2      | 3      | 4     | 5     | 6      | 7      | 8     | 9     | 10    | 11    | 12     | 13     | 14     | 15     | ポイント | 順位 | 勝利数 |
| ---- | ------ | ------------------------------ | --------- | ------ | ------ | ------ | ----- | ----- | ------ | ------ | ----- | ----- | ----- | ----- | ------ | ------ | ------ | ------ | -------- | ---- | ------ |
| 1990 | 500cc  | ヤマハ                         | YZR500    | JPN -  | USA -  | SPA -  | ITA - | GER - | AUT -  | YUG -  | NED - | BEL - | FRA - | GBR - | SWE -  | CZE -  | HUN -  | AUS 8  | 8        | 24位 | 0      |
| 1991 | 500cc  | 伊太利屋ヤマハ・チーム・ハヤシ | YZR500    | JPN 15 | AUS -  | USA -  | SPA - | ITA - | GER -  | AUT -  | EUR - | NED - | FRA - | GBR - | RSM -  | CZE -  | VDM -  | MAL -  | 1        | 30位 | 0      |
| 1992 | 500cc  | バルボリンROCヤマハ            | ROCヤマハ | JPN NC | AUS 11 | MAL 8  | SPA 6 | ITA - | EUR 12 | GER 10 | NED - | HUN - | FRA - | GBR 5 | BRA NC | RSA NC |        |        | 18       | 15位 | 0      |
| 1993 | 500cc  | ラッキーストライク・スズキ     | RGV-Γ500  | AUS NC | MAL -  | JPN -  | SPA - | AUT - | GER -  | NED -  | EUR - | RSM - | GBR - | CZE - | ITA -  | USA -  | FIM -  |        | 0        | -    | 0      |
| 1996 | 500cc  | スズキ                         | RGV-Γ500  | MAL -  | INA -  | JPN -  | SPA - | ITA - | FRA -  | NED -  | GER - | GBR - | AUT - | CZE - | IMO -  | CAT -  | BRA -  | AUS 10 | 6        | 23位 | 0      |
| 1997 | 500cc  | スズキ                         | RGV-Γ500  | MAL -  | JPN 13 | SPA NC | ITA - | AUT - | FRA -  | NED -  | IMO - | GER - | BRA - | GBR - | CZE -  | CAT -  | INA 13 | AUS 9  | 13       | 22位 | 0      |

### 鈴鹿8時間耐久レース
| 年   | 車番 | ペアライダー             | チーム                             | マシン             | 予選順位 | 決勝順位 | 周回数 |
| ---- | ---- | ------------------------ | ---------------------------------- | ------------------ | -------- | -------- | ------ |
| 1988 | 40   | 樋渡治                   | モリワキ・レーシング               | モリワキ・ZERO-ZX7 | 18       | Ret      | 64     |
| 1989 | 50   | 加藤信吾                 | YAレーシング                       | ヤマハ・FZR750R    | 18       | 3位      | 198    |
| 1990 | 32   | トーマス・スティーブンス | 伊太利屋ヤマハ・チーム・ハヤシ     | ヤマハ・FZR750R    | 12       | Ret      | 151    |
| 1991 | 9    | ニール・マッケンジー     | 伊太利屋ヤマハ・チーム・ハヤシ     | ヤマハ・YZF750     | 9        | 22位     | 177    |
| 1992 | 34   | マイケル・ドーソン       | ヨシムラ・スズキGP-1プラス         | スズキ・GSX-R750   | 8        | Ret      | 89     |
| 1993 | 9    | アレッシャンドレ・バロス | ラッキーストライク・スズキ         | スズキ・GSX-R750W  | 11       | 7位      | 204    |
| 1994 | 9    | スコット・ドゥーハン     | ラッキーストライク・スズキ         | スズキ・GSX-R750SP | 11       | 17位     | 175    |
| 1995 | 10   | フレッド・マーケル       | ラッキーストライク・スズキ         | スズキ・GSX-R750SP | 5        | 6位      | 210    |
| 1997 | 9    | ダグ・ポーレン           | チーム・ラッキーストライク・スズキ | スズキ・GSX-R750   | 16       | 5位      | 184    |
| 2000 | 3    | 芹沢太麻樹               | カワサキ・レーシングチーム         | カワサキ・ZX-7RR   | 9        | 3位      | 212    |